# 親政
親政（しんせい）とは、君主（天皇・皇帝・国王など）自身が「親（みずか）ら政治を行うこと」、またはその政治形態（君主制の一形式）のことである。

## 概要
君主制といえど、様々な理由によって、君主自らが政治を行わない場合も多い。その理由としては、摂政、院政（後述）、高官（宰相、太政官、関白、内閣など）主導の政治体制、実権のある他の政府（幕府など）の存在、君主自身の政務への無関心などがある。親政とはそれらのいずれかの場合と対比して、君主自らが政治を行う場合を特に指していう。
日本では、太上天皇が院政をおこなわず、在位の君（在位中の天皇）が同時に治天の君として実権を握る状態をもいう（院政の対語）。ただし、歴史上摂関政治や院政、武家政権などの時代に比べて実際に親政が行われていた期間は長くは無かったことに留意する必要がある。また、延喜天暦の治の時代は摂政・関白が必ずしも常置されていなかった時代であり（藤氏長者が太政官の筆頭の地位にいた）、後醍醐天皇は元々「一代の君」（一代限りの親政・治天で子孫は大覚寺統傍系となる）であったことなど、親政が必ずしも積極的な動機で行われたとは言い難い場合もあった。明治維新後は、立憲君主制を否定する立場から、皇道派、赤尾敏なども主張した。天皇親裁とも言う。
また、イラク王国においては1939年に3歳で即位したファイサル2世が1953年に親政宣言をするものの、本人は政治に無関心のために摂政から王太叔父になったアブドゥル＝イラーフが実権を握り続けた。

## 親政を行った主な君主

### 日本
- 天武天皇（673年 - 686年）
- 桓武天皇（781年 - 806年）
- 宇多天皇 - 寛平の治（887年 - 897年）
- 醍醐天皇 - 延喜の治（897年 - 930年）
- 村上天皇 - 天暦の治（946年 - 967年）
- 後三条天皇 （1069年 - 1072年）
- 後醍醐天皇 - 第一次親政から元弘の乱まで（1321年 - 1331年）、建武の新政（1333年 - 1336年）、南朝（1337年 - 1339年）
- 後村上天皇（1339年 - 1368年）
- 長慶天皇（1368年 - 1383年？）
- 後亀山天皇（1383年？ - 1392年）

### 外国
- 始皇帝（中国皇帝、紀元前238年 - 紀元前210年）
- イヴァン4世（モスクワ大公、1547年 - 1584年）
- チャールズ1世（イングランド王・スコットランド王、1629年 - 1640年）
- ピョートル1世（ロシア皇帝、1694年 - 1725年）
- ルイ14世（フランス王、1661年 - 1715年）
- クリスティーナ女王（スウェーデン王、1644年 - 1654年）
- カール11世（スウェーデン王、1672年 - 1697年）
- グスタフ4世アドルフ（スウェーデン王、1796年 - 1809年）
- ジグミ・ドルジ・ワンチュク（ブータン王、1968年 - 1972年）
- ジグミ・シンゲ・ワンチュク（ブータン王、1972年 - 2006年）
- ギャネンドラ・ビール・ビクラム・シャハ（ネパール王、2001年 - 2006年）